# Диггинс, Джессика
Дже́ссика (Джесси) Ди́ггинс (англ. Jessica Diggins; род. 26 августа 1991[…], Сент-Пол) — американская лыжница, олимпийская чемпионка 2018 года в командном спринте, двукратная чемпионка мира, обладательница Кубка мира в сезоне 2020/21, победительница этапов Кубка мира. Универсал, успешно выступает и в дистанционных и в спринтерских гонках. В командном спринте основных успехов добилась вместе с Киккан Рэндалл.
В Кубке мира Диггинс дебютировала в феврале 2011 года, в декабре 2012 года единственный раз в карьере одержала победу на этапе Кубка мира в командном спринте. Победительница многодневки Тур де Ски 2021 года. В 2023 году на чемпионате мира завоевала свою первую личную золотую медаль, выиграв 10-километровую гонку свободным стилем.
За свою карьеру принимала участие в 8 подряд чемпионатах мира (2011, 2013, 2015, 2017, 2019, 2021, 2023, 2025), на которых завоевала 7 медалей.

## Результаты на крупнейших соревнованиях

### Зимние Олимпийские игры
| Олимпийские игры | Спринт | Командный спринт | 10 км | 7,5+7,5 км | 30 км | Эстафета |
| ---------------- | ------ | ---------------- | ----- | ---------- | ----- | -------- |
| 2014 Сочи        | 12     | —                | —     | 8          | 40    | 9        |
| 2018 Пхёнчхан    | 6      | 1                | 5     | 5          | 7     | 5        |
| 2022 Пекин       | 3      | 5                | 8     | 6          | 2     | 6        |

### Чемпионаты мира по лыжным видам спорта
| Чемпионат мира          | Спринт | Командный спринт | 10 км | 7,5+7,5 км | 30 км | Эстафета |
| ----------------------- | ------ | ---------------- | ----- | ---------- | ----- | -------- |
| 2011 Осло-Хольменколлен | 25     | —                | —     | 28         | —     | 9        |
| 2013 Валь-ди-Фьемме     | —      | 1                | 23    | —          | DNF   | 4        |
| 2015 Фалун              | —      | 8                | 2     | —          | DNF   | 4        |
| 2017 Лахти              | 2      | 3                | —     | DNF        | 5     | 4        |
| 2019 Зефельд            | 8      | 5                | 25    | —          | 4     | 5        |
| 2021 Оберстдорф         | 24     | —                | 4     | 15         | —     | 4        |
| 2023 Планица            | 21     | 3                | 1     | —          | —     | 5        |
| 2025 Тронхейм           | 23     | 2                | —     | 13         | 22    | 6        |